# عصي الطبل ضيقة الأوراق
عصي الطبل ضيقة الأوراق (الاسم العلمي: Isopogon anethifolius؛ إسوبوغون أنيثيفوليوس) هي شجيرة تنتمي لفصيلة البروطية، وتتواجد فقط في المناطق الساحلية القريبة من سيدني في أستراليا والمناطق الواقعة في اتجاه الغرب منها. يوجد هذا النبات في الأراضي الخشبية، الغابات المفتوحة، والأراضي البراحية وعلى التربة الحجرية الرملية.